# The Great Texas Dynamite Chase
The Great Texas Dynamite Chase is een Amerikaanse misdaadfilm uit 1976.

## Rolverdeling
| Acteur           | Personage |
| ---------------- | --------- |
| Claudia Jennings |           |
| Jocelyn Jones    |           |
| Buddy Kling      |           |
| Nancy Bleier     |           |
| Miles Watkins    |           |
| Johnny Crawford  | Slim      |